# Харківводоканал
Комунальне підприємство «Харківводоканал» — комунальне підприємство зі штаб-квартирою в місті Харків, яке займається видобуванням, розподіленням, транспортуванням, постачанням води та водовідведенням у Харкові та Харківській області.

## Історія
Перший харківський водопровід почали будувати бельгійські концесіонери - Санкт-Петербурзький купець першої гільдії цивільний інженер А.К. Рейс і прусько-підданий інженер-механік К.К. Дилль. Контракт з ними був укладений Міською Думою 1 березня 1878 р. Термін концесії був розрахований на 45 років, після чтого все майно підприємства мало перейти у власність міста. Але 17 червня 1879 р. Рейс і Дилль передали свої права підприємцям Рубану, Розенблюму і Герцу.
Водопровід був введений в експлуатацію 17 червня 1881 р. Його протяжність склала 41,35 км, подача води - 10 л/добу на людину. Вода подавалася з артезіанських верхньокрейдяних горизонтів, розташованих на глибині близько 100 метрів, через Карпівське та Павлівське джерела. Вона самопливом надходила по дренажних трубах на Конторську насосну станцію. Там вона фільтрувалася та далі перекачувалася в два резервуари: головний обсягом 492 куб. м на Холодній горі,  і запасний об'ємом 123 куб. м в районі Німецької вулиці. З цих резервуарів вода по трубах подавалася до точок розбору. Жителі міста купували воду в 12 водорозбірних будках за ціною 0,25 коп. за відро.
Згодом були пробурені 3 артезіанські свердловини глибиною 200 м , а в 1889 р. запущена в роботу перша артезіанська свердловина з водоносного шару подмелових пісків глибиною близько 600 м. У місті були встановлені крани для пожежогасіння та поливу вулиць, з'явилися 3 фонтани.
1 березня 1904 р. Міське Управління викупило водопровід у концесіонерів за 1,25 млн рублів облігаціями міської позики. Суспільство водопостачання стало іменуватися Міськводопровід. З 1904 по 1912 рр. доходи водопроводу виросли в два рази. Міська Дума виділила кредит на розвиток водопроводу: на ці кошти були облаштовані нові свердловини, розширена мережа, побудовані нові насосні станції і водопровідні споруди. У 1913 році за проектом професора Рузського була побудована металева водонапірна башта для подачі води в Нагорний район за системою інженера Шухова. (у 1945 р. вежа була розібрана і перевезена до м. Полтави, у 2002 р.вона була там демонтована).
У 1917 р. були проведені перші гідробіологічні дослідження води р. Сіверський Донець як джерела води.
З 1917 до 1940 р. було введено в експлуатацію ще 9 артезіанських свердловин із загальною подачею води 64 тис. куб. м/добу.
У 1933 р. було розпочато будівництво першої черги Сіверсько-Донецького водопроводу потужністю 50 тис. м³ на добу, 20 березня 1938 р. її було введено в експлуатацію. У жовтні 1936 р. було організовано централізований контроль якості водопровідної питної води.
У жовтні 1941 р. було прийнято рішення залишити артезіанський водопровід для водопостачання громадян, а Донецький водопровід вивести з ладу, щоб окупанти не скористалися ним для відновлення промислового району Харкова, як ремонтної бази ворожої військової техніки. Роботу водогону було відновлено в 1945 р. У 1951 р. було завершено відновлення артезіанського водопроводу. Місто забезпечувалося водою за жорстким графіком: її подавали абонентам вранці і ввечері по 1,5-2 години.
У 1960 р. було завершено будівництво другої нитки водоводу від Кочетоцької станції, що збільшило подачу води на 100 тис. куб. м/добу, але не вирішило проблему дефіциту води.
У 1964 р. було введено в експлуатацію Печенізьке водосховище об'ємом 383 млн м³. У цьому ж році для економії питної води побудована система технічного водопостачання промисловості міста.
У 1958 - 1972 рр. збудовано другий блок Кочетоцької водопровідної станції продуктивністю 400 тис. м³/добу; 3-я і 4-а нитки водоводів Кочеток-Харків. провідні мережі.
1 березня 1965 року Харківський водотрест перейменований у Виробниче управління водопровідного господарства м. Харкова. У 1980 р. воно було ліквідовано і створено Виробниче об'єднання з комунального та промислового водопостачання «Харківкомунпромвод».
У 1972 році в м. Харкові вперше в Україні почали буріння свердловин на глибину 800 м.
До кінця 1976 р. протяжність мереж і водоводів виросла в 4,5 рази проти довоєнного і становила 1 386,4 км, подача води місту - в 6 разів до 718,1 тис. куб. м/добу..
Харків став забезпечуватися водою цілодобово у 1984 р. після закінчення будівництва та введення пускового комплексу 1-ї черги магістрального водоводу діаметром 1400 мм з каналу Дніпро-Донбас (продуктивність 375 тис. куб. м/добу, розташований на відстані 140 км від Харкова). Канал живиться водою Дніпродзержинського водосховища, з нього 12 насосних станцій подають дніпровську воду до Краснопавлівського водосховища ємністю 410 млн. куб. м, а з нього по водоводам вода подається до Харкова, Лозової, та Первомайська.
У 2004 р. було створено комунальне підприємство «Виробничо-технологічне підприємство «Вода».
У  жовтні 2011 р. шляхом злиття двох самостійних комунальних підприємств КП ВТП «Вода» і КП КГ «Харківкомуночиствод» в єдиний технологічний виробничо-господарський комплекс водопровідно-каналізаційних споруд створене КП «Харківводоканал».
30 квітня 2025 року, на позачерговій сесії Харківської міської ради депутата ухвалили рішення про злиття КП «Харківводоканал» та КП «Харківські теплові мережі» з метою створення нової установи на їхній базі.

## Структура
- Комплекс з експлуатації зовнішніх водопровідних мереж, артезіанського водопроводу і насосних станцій «Харківводопостачання»;
- Комплекс з експлуатації зовнішніх каналізаційних мереж, колекторів і насосних станцій та технічного обслуговування внутрішньобудинкових мереж каналізації «Харківводовідведення»;
- Комплекс водопідготовки «Донець»;
- Комплекс водопідготовки «Дніпро»;
- Управління артезіанського водопроводу і насосних станцій;
- Міські очисні споруди водовідведення № 1;
- Міські очисні споруди водовідведення № 2;
- Комплекс спецмашин і механізмів.[3]

## Скандали
Підприємство та його посадові особи є фігурантом низки кримінальних розслідувань, зокрема, щодо завищення вартості робіт у три рази під час тендеру у квітні 2018 року на будівництво водопроводу на вулицях Лісопарківська та Рудика, завищення очікуваної вартості робіт на 15 млн грн під час торгів у жовтні 2018 року на будівництво водопроводу від Лідного до 26-ї насосної станції, а також проведення робіт на об'єктах будівельної компанії «Авантаж» без юридичного їх оформлення, які за документами мали проводитись іншим підрядником. У березні 2019 року прокуратура проводила обшуки та за адресами проживання його службових осіб.